# Idioblasta amydrosema
Idioblasta amydrosema là một loài bướm đêm trong họ Crambidae.